# Jiri George Macak
Jiri George Macak (ur. 9 czerwca 1985) – tajski motoparalotniarz, czterokrotny medalista zawodów Plażowych Igrzysk Azjatyckich 2012 w Haiyang.

## Wyniki na plażowych igrzyskach azjatyckich
| Igrzyska     | Konkurencja              | Wynik   | Wynik |
| ------------ | ------------------------ | ------- | ----- |
| Haiyang 2012 | Kombinacja indywidualnie | 295 pkt | 1.    |
| Haiyang 2012 | Kombinacja drużynowo     | 77 pkt  | 1.    |
| Haiyang 2012 | Latanie precyzyjne       | 215 pkt | 1.    |
| Haiyang 2012 | Latanie ekonomiczne      | 80 pkt  | 2.    |